# 冯慈明
冯慈明（550年—617年），字无佚，長樂郡信都縣（今河北省衡水市冀州區）人，北齐尚書右僕射冯子琮之子。

## 生平
冯慈明年十四岁，为北齐淮阳王开府参军事。後任司州主簿，進中書舍人。北周灭北齐，仕北周任帥都督。隋文帝即位后，开三府官，冯慈明任司空司倉参军事，累進行台礼部侍郎。晋王杨广为并州总管，以冯慈明为司士。后任吏部员外郎，兼内史舍人。隋炀帝杨广即位，冯慈明因母喪去职。左遷伊吾镇副，转任交阯郡丞。大业九年（613年）召還入朝，拜尚书兵曹郎，加位朝请大夫。大业十三年（617年），摄江都郡丞事。李密逼近东都洛阳，隋炀帝派冯慈明到东都，冯慈明集瀍洛之兵追击李密。在鄢陵被李密部下崔枢抓获。李密之前听说冯慈明之名，让冯慈明坐下，深表敬意。李密对冯慈明说：“隋朝气数已尽，冯公可否和我共建大业？”冯慈明说：“你家历侍先朝，兼备荣华富贵，但不恪守世家门第，和杨玄感造反，侥幸逃脱。今天还想造反。王莽、董卓、王敦、桓玄一旦诛灭，罪及祖宗。我对隋朝死而后已，不敢从命！”李密把冯慈明关起来。冯慈明说服看守的席务本，放他逃走。冯慈明向江都上奏密告军情。走到雍丘，被李密部下李公逸抓获。李密出于义气将他释放。冯慈明走到营门，被翟让乱刃杀死，享年六十八岁。梁郡通守楊汪上奏煬帝，赠银青光禄大夫。拜其二子冯惇、冯怦为尚书承务郎。王世充推越王杨侗为皇帝，重赠冯慈明柱国、户部尚书，封昌黎郡公，谥号壮武。

## 子女

### 子
- 冯忱
- 冯惇，隋炀帝为表彰冯慈明死节，任命他为尚书承务郎
- 冯怦

### 孙
- 冯蹇，冯怦之子，唐朝汾州刺史，子冯懿
- 冯庆，唐朝雅州刺史[1]

## 延伸阅读
[在维基数据编辑]
 《隋書·卷71》，出自魏徵《隋书》